# 2016年科技
2016年科學技術領域所發生的一些重要事件。

## 重大獎項

### 諾貝爾獎
- 物理學：戴維·索利斯、鄧肯·霍爾丹、約翰·科斯特利茨
- 化學：讓-皮埃爾·索瓦日、弗雷澤·斯托達特、伯納德·費林加
- 醫學：大隅良典
- 文學：巴布·狄倫
- 和平：胡安·曼努埃尔·桑托斯
- 經濟學：奧利弗·哈特、本特·霍姆斯特羅姆